# Bodegón con verduras y frutas (Sánchez Cotán)
El Bodegón con verduras y frutas es una obra de Juan Sánchez Cotán, actualmente en una colección privada. 

## Introducción
Sánchez Cotán realizó pinturas religiosas, paisajes y algún retrato, pero es especialmente famoso por sus siete bodegones conocidos. Estas obras se caracterizan por su serenidad, equilibrio y una composición casi matemática, sin ninguna agitación barroca.A veces han sido interpretados en clave religiosa, aunque en los textos de aquella época nada se dice al respecto.
La pintura de bodegón tiene sus antecedentes en la pintura mural, y en detalles de composiciones de diversos tipos, pero solamente devino un género aparte —en la pintura de caballete— a finales del siglo XVI.  Antes de ingresar —en 1603— en la Cartuja de Granada. Sánchez Cotan hizo un inventario de sus bienes en el que se cita varias pinturas de este género. Por lo tanto, sus bodegones seguramente son los primeros en España y de los primeros de Europa, ya que el Cesto con frutas de Caravaggio es de ca 1596.

## Análisis de la obra

### Datos técnicos y registrales
- Madrid, colección de Juan Abelló;
- Pintura al óleo sobre lienzo;
- Dimensiones: 69,5 x 96,5 cm;[6]
- Datación: hacia 1600-1602;[7]
- Consta con el n º. 19 en el catálogo de Emilio Orozco.[8]

### Descripción de la obra
Los vegetales están encuadrados por una ventana, cortada por la parte de arriba. La iluminación proviene del ángulo superior izquierdo, realzando cada elemento sobre el fondo oscuro. Pendiendo de arriba por finos cordeles, están representados un manojo de cinco zanahorias —de dos colores—, una col (o repollo), un membrillo y dos limones, uno de ellos cortado casi por la mitad. El extremo de la zanahoria de la derecha sobresale algo de la ventana. Los objetos describen una diagonal ascendente de izquierda a derecha, y los espacios entre sus respectivos cordeles disminuyen progresivamente.
Apoyados en el alféizar, aparecen una manzana, un repollo, una rodaja de limón y un gran cardo. Estos tres últimos elementos rebasan ligeramente el borde de la repisa. El cardo está colocado de forma distinta a las del Bodegón del cardo y del Bodegón de caza, hortalizas y frutas, ya que su forma curva es aquí más patente. Asimismo, los extremos de sus tallos no se recortan sobre el fondo, sino que reposan sobre el alféizar, remarcando las fibras terminales.
Cada parte está colocada de forma que nada quede confuso, superpuesto, o falto de correspondencia. La curva del perfil superior del cardo enlaza con la de la parte inferior del repollo. Esta última hortaliza, junto con la rodaja de limón y la manzana, compensan el gran espacio ocupado por el cardo. La fuerte iluminación de la zanahoria de la izquierda, visibiliza la parte en sombra de la col de arriba. Asimismo, la gran masa iluminada del cardo acentúa los perfiles rizados de ambas coles, así como los perfiles del membrillo y de los limones. En el limón cortado, la luz escorzada hace que, en su piel, destaque hasta la mínima partícula.